# Saint-Martial (Gard)
Saint-Martial é uma comuna francesa na região administrativa de Occitânia, no departamento de Gard. Estende-se por uma área de 17,16 km². Em 2010 a comuna tinha 185 habitantes (densidade: 10,8 hab./km²).